# Spharagemon equale
Spharagemon equale es una especie de saltamontes de la subfamilia Oedipodinae, familia Acrididae. Esta especie se distribuye en Estados Unidos.